# Kawasaki Motors Racing
Kawasaki Motors Racing är ett nederländskt dotterbolag till japanska Kawasaki Heavy Industries
Företaget är ansvarig för Kawasakis MotoGP-stall och annan tävlingsverksamhet för motorcyklar där fabriken är direkt involverad. 2009 la Kawasaki ned sin MotoGP-verksamhet på grund av finanskrisen vid tillfället.